# Milena da Costa Rangel

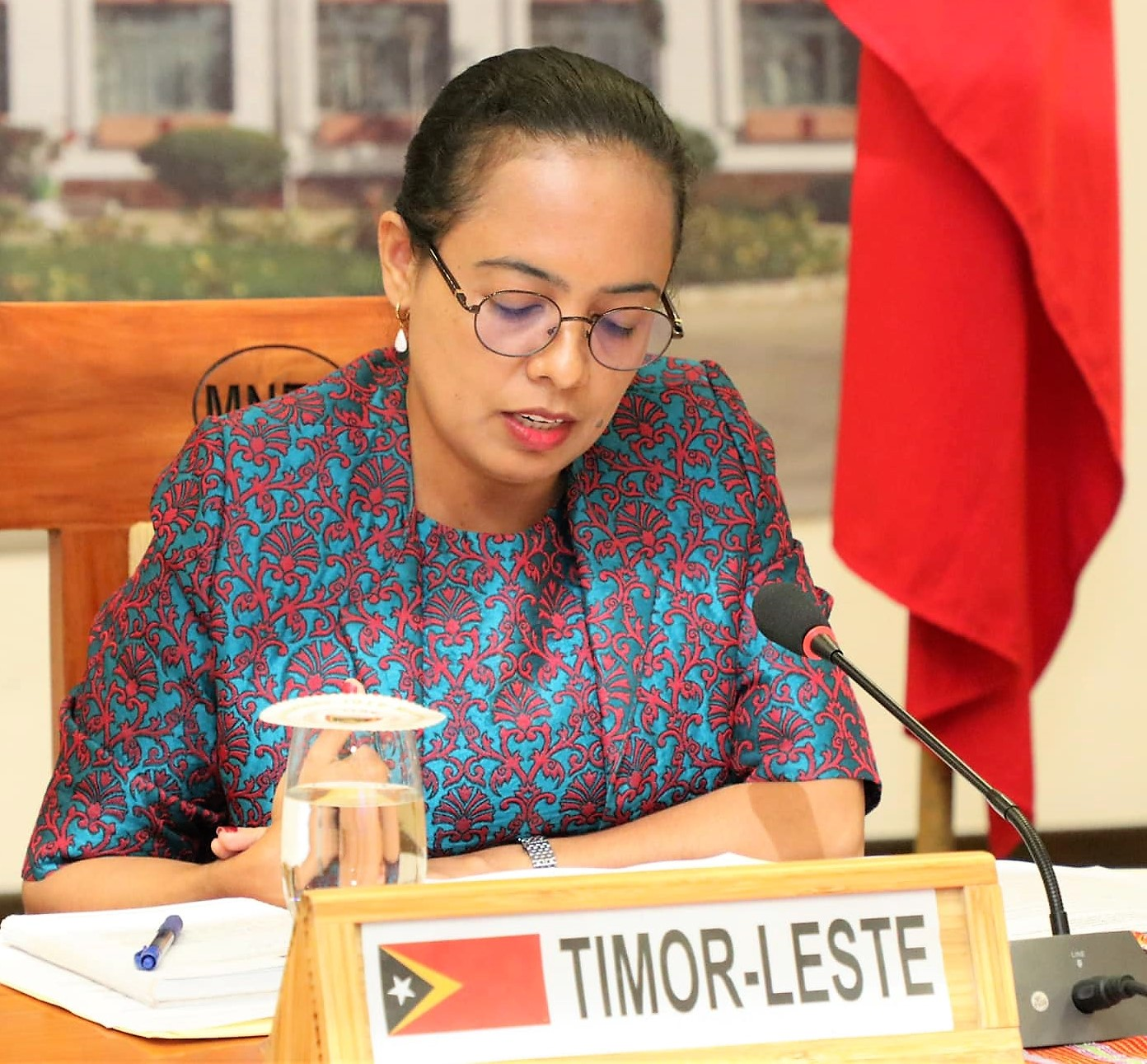
Milena da Costa Rangel (2021)

Maria Milena da Costa Rangel ist eine osttimoresische Beamtin und Politikerin.
Während der VIII. konstitutionelle Regierung Osttimors unter Premierminister Taur Matan Ruak (PLP) zwischen 2018 und 2023 war sie Generaldirektorin für Beziehungen mit den ASEAN im Außenministerium Osttimors. Mit Amtsantritt der IX. konstitutionelle Regierung Osttimors von Premierminister Xanana Gusmão wurde sie am 1. Juli 2023 zur ersten Vizeministerin für ASEAN-Angelegenheiten des Landes vereidigt.
Rangel ist mit dem Unabhängigkeitshelden  Ma'huno Bulerek Karathayano verwandt.